# منحة باخوم
السفيرة منحة باخوم كانت المتحدثة الرسمية باسم الخارجية المصرية خلفا لحسام زكي و هي تشغل أيضا منصب مدير إدارة الإعلام والدبلوماسية العامة.
ثم شغلت منصب سفيرة مصر في قبرص اليونان
وهي زوجة رجل الأعمال المصري المهندس شريف فانوس صاحب شركة باسكو للهندسة والتجارة وشركة إينكو للإنشاءات.

## وصلات خارجية
- وزارة الخارجية المصرية